# کریستوفر برنچ
کریستوفر برنچ (انگلیسی: Christopher Branch) تهیه‌کننده فیلم اهل انگلستان است.
از فیلم‌ها یا مجموعه‌های تلویزیونی که وی در آن‌ها نقش داشته‌است می‌توان به معنای ترس اشاره نمود.